# Stora Brödhållartjärnen
Stora Brödhållartjärnen är en sjö i Filipstads kommun i Värmland och ingår i Göta älvs huvudavrinningsområde. Stora Brödhållartjärnen ligger i Brattforsheden Natura 2000-område.